# Sendeturm Mont Royal
Der Sendeturm Mont Royal (frz.: Émetteur du mont Royal) ist ein 63 Meter hoher Stahlfachwerkturm im kanadischen Montreal. Er steht unweit des Kreuzes vom Mont Royal. Der für die Öffentlichkeit nicht zugängliche Sendeturm dient als Richtfunkstation, der Abstrahlung von Fernseh- und Radioprogrammen, dem Funkverkehr der Montrealer Polizei sowie zur Verbreitung des Mobilfunknetzes. Er gilt als wichtigster Sender für die Stadt und die Metropolregion Montreal. Der Turm ist aufgrund seiner charakteristischen vier gabelartig aufsteigenden Antennen an der Spitze eine weithin sichtbare Landmarke der Region.

## Geschichte
Der erste Sendeturm auf dem Mont Royal wurde 1944 errichtet und diente dem öffentlichen und privaten Rundfunk. Der exponierte Standort auf dem Hausberg von Montreal erwies sich als sehr vorteilhaft. Der Bedarf wuchs im Laufe der Zeit an. So sendete beispielsweise 1952 Radio-Canada sein Programm ebenfalls vom Vorgängerturm aus. Der heutige Turm wurde 1960 errichtet. Im Laufe der Jahrzehnte wurde der Turm stets erweitert und erneuert. 1986 wurden an seiner Spitze vier UHF-Antennen auf der oberen Plattform angebracht. Im Sommer 2009 wurde diese oberste Plattform ein weiteres Mal den neuen Anforderungen angepasst.

## Sendetabelle
Vom Sendeturm Mont Royal werden folgende Radio- und Fernsehprogramme sowie weitere Dienste abgestrahlt:
| Markenname                            | Senderkürzel     | Frequenz/ Sendeplatz | Sendesystem             |
| ------------------------------------- | ---------------- | -------------------- | ----------------------- |
| Radio-Canada                          | CBF-FM           | 95,1                 | FM-F                    |
| Radio-Canada                          | CBME-FM          | 88,5                 | FM-A                    |
| Radio-Canada                          | CBFX-FM          | 100,7                | FMS-F                   |
| Radio-Canada                          | CBM-FM           | 93,5                 | FMS-A                   |
| Radio-Canada                          | CBFT-TV          | Kanal 2              | TV-F                    |
| Radio-Canada                          | CBMT-TV          | Kanal 6              | TV-A                    |
| Radio-Canada                          | CBF-RN           | 1458,048             | Digitalradio            |
| Radio-Canada                          | CBME-RN          | 1458,048             | Digitalradio            |
| Radio-Canada                          | CBFX-RN          | 1458,048             | Digitalradio            |
| Radio-Canada                          | CBM-RN           | 1458,048             | Digitalradio            |
| Groupe TVA                            | CFTM-TV          | Kanal 10             | TV-F                    |
| Groupe TVA                            |                  |                      | Mikrowellen             |
| CTV                                   | CFCF-TV          | Kanal 12             | TV-A                    |
| Télé-Québec (SRTQ)                    | CIVM-TV          | Kanal 17             | TV-F                    |
| TQS                                   | CFJP-TV          | Kanal 35             | TV-F                    |
| Vidéotron (für TQS)                   |                  |                      | Mikrowellen             |
| Global TV Network                     | CKMI-TV          | Kanal 46             | TV-A                    |
| Astral Media Radio Inc.               | CKMF-FM          | 94,3                 | FMS-F                   |
| Astral Media Radio Inc.               | CKMF-RN          | 1452,816             | Digitalradio            |
| Astral Media Radio Inc.               | CITE-FM          | 107,3                | FMS-F                   |
| Astral Media Radio Inc.               | CITE-RN          | 1452,816             | Digitalradio            |
| Astral Media Radio Inc.               | CKAC-RN          | 1452,816             | Digitalradio            |
| Astral Media Radio Inc.               | CHOM-RN          | 1452,816             | Digitalradio            |
| Astral Media Radio Inc.               | CHOM-FM          | 97,7                 | FMS-A                   |
| Astral Media Radio Inc.               | CJFM-FM          | 95,9                 | FMS-A                   |
| CHUM LTD                              | CKGM-RN          | 1452,816             | Digitalradio            |
| Cogéco Radio Télévision Inc.          | CFGL-FM          | 105,7                | FMS-F                   |
| Communications Versant Nord           | CISM-FM          | 89,3                 | FMS-F                   |
| Diffusion Métromedia CMR Inc. (Corus) | CFQR -FM         | 92,5                 | FMS-A                   |
| Diffusion Métromedia CMR Inc. (Corus) | CHMP-FM          | 98,5                 | FMS-F                   |
| Radio Classique                       | CJPX-FM          | 99,5                 | FMS-F                   |
| Radio Mc Gill                         | CKUT-FM          | 90,3                 | FMS-A                   |
| Radio Ville-Marie                     | CIRA-FM          | 91,3                 | FMS-F                   |
| Radio Ondes                           |                  | 900 MHz              | Mobilfunk               |
| Nova Vision Multimédia Inc.           | Sous-porteuse RC | 100,7 (1)            | geschlossener Kreislauf |
| CH Horizon                            | CJNT-TV          | Kanal 62             | TV-A                    |
| SPVM                                  |                  |                      | Radiokommunikation      |